# Radeburg
Radeburg – miasto w Niemczech, w kraju związkowym Saksonia, w okręgu administracyjnym Drezno, w powiecie Miśnia. W 2009 liczyło 7661 mieszkańców.

## Zabytki
- Pocztowy słup dystansowy z 1728 r. ozdobiony herbami Polski i Saksonii, monogramem króla Augusta II Mocnego i polską koroną królewską
- Nowy Ratusz
- Zamek w Berbisdorf
- Kamienice przy Rynku
- Kościół Miejski (Stadtkirche)
- Gmach poczty
- Młyn wodny w Bärnsdorf
- Kościoły w Bärwalde, Bärnsdorf i Großdittmannsdorf

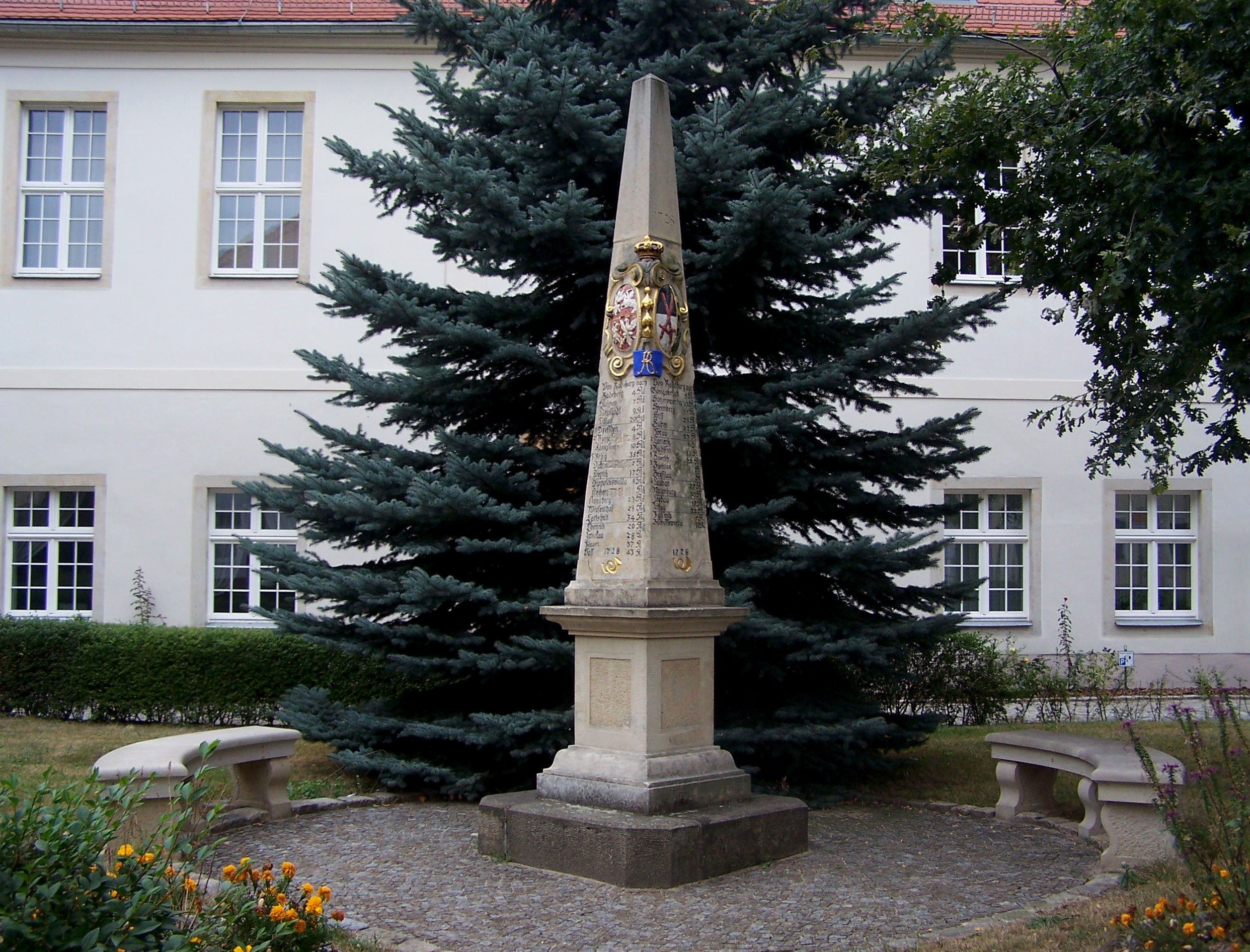
Słup dystansowy
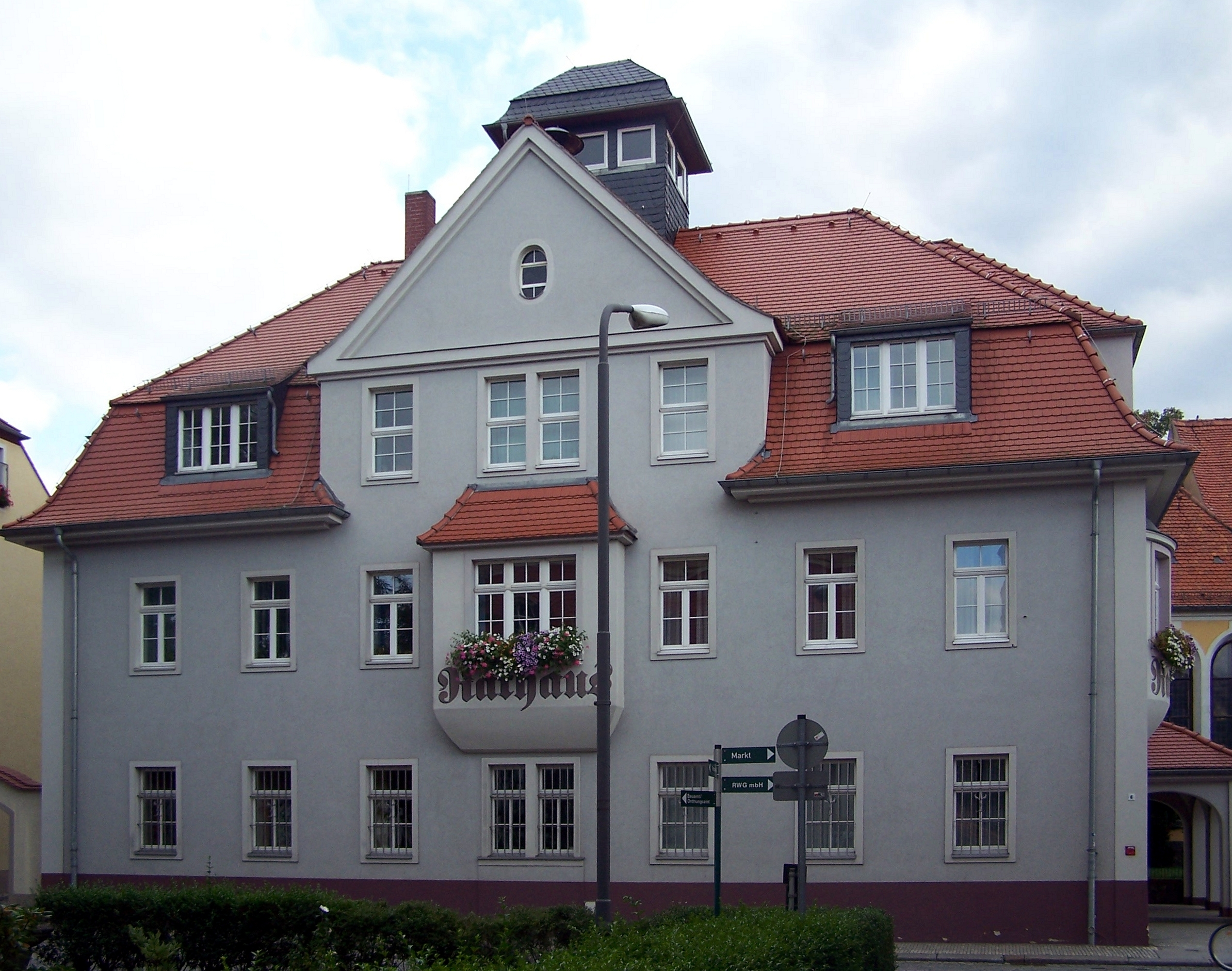
Nowy Ratusz
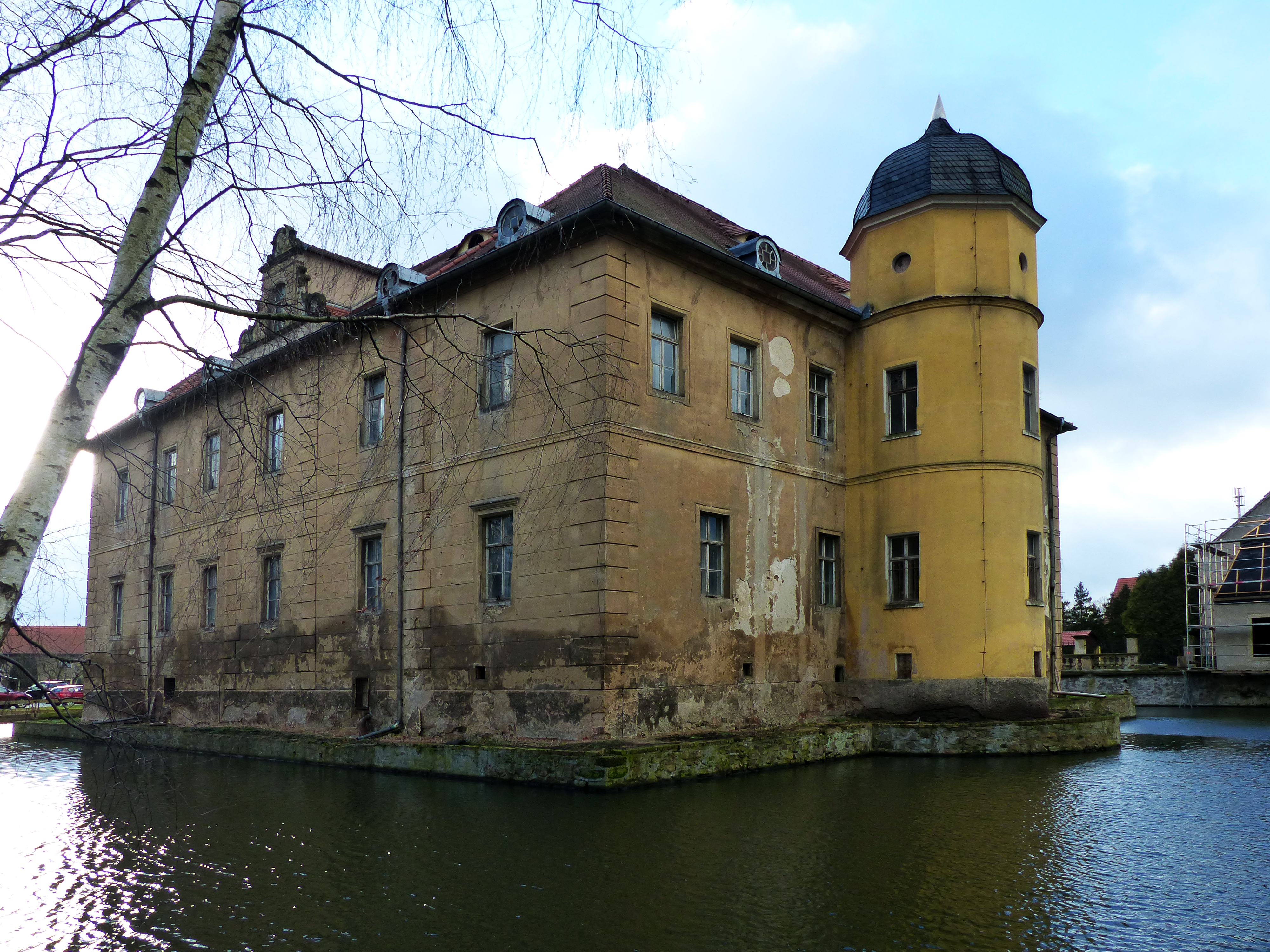
Zamek w Berbisdorf

## Współpraca
Miejscowości partnerskie:
- Argenbühl, Badenia-Wirtembergia (kontakty utrzymuje dzielnica Berbisdorf)
- Edenkoben, Nadrenia-Palatynat
- Frydlant nad Ostrawicą, Czechy